# Jablonka
Jablonka è un comune della Slovacchia facente parte del distretto di Myjava, nella regione di Trenčín.